# ЕД4
ЕД4 — серія електропоїздів постійного струму, що випускався з 1996 року на Деміховському машинобудівному заводі для залізниць з шириною колії 1520 мм. Випуск припинено влітку 2016 року.

## Історія створення серії
В 1996 році на Деміховському машинобудівному заводі постало питання про початок виробництва електропоїздів з російським електрообладнанням. До цього всі поїзди ЕД2Т, побудовані заводом, оснащувалися обладнанням Ризького електромашинобудівного заводу (Латвія). Згодом побудували електропоїзд, виготовлений на базі механічної частини і кузовів ЕД2Т та з використанням російського електрообладнання. Електрообладнання функціонально повторює принципову схему електропоїзда ЕР22 1964 р. випуску. Електродвигуни були виготовлені в Новосибірську, решта електрообладнання - на Новочеркаському електровозобудівному заводі. Новий електропоїзд отримав позначення ЕД4.
ЕД4 - поїзд для приміських перевезень, як і ЕД2Т, був створений як пряма заміна ЕР2. Його кузов абсолютно ідентичний кузову поїздів ЕД2Т і ЕР29, від кузова ЕР2 відрізняється трохи подовженим салоном і більшою довжиною тамбура і відповідно більшою шириною дверних прорізів (1250 мм), що істотно прискорює посадку і висадку в години пік. У салоні встановлені дво- і шестимісні напівм'які дивани однієї з двох варіацій - або з суцільною обшивкою зі штучної шкіри, або з обшивкою з пластика і м'якими накладками.

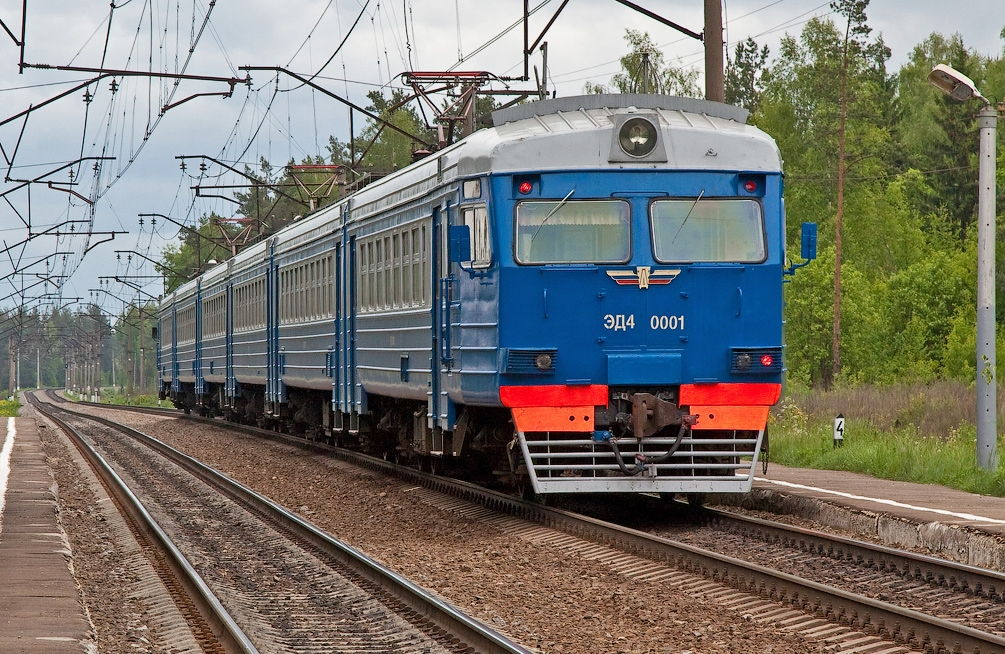
Електропоїзд ЭД4-0001

Перший шестивагонний електропоїзд ЕД4-0001 був виготовлений в 1996 році і до 13 березня 1997 пройшов випробування на експериментальному кільці ВНДІЗТ. Основні показники при випробуваннях відповідали електропоїзду ЕД2Т. Швидкодіючі вимикачі БВ-11 не відповідали нормативним умовам по відключаємій потужності, тому основний обсяг випробувань проводився з використанням БВП-105А виробництва РЕЗ . Після випробувань поїзд відправили в депо Мінеральні Води Північно-Кавказької залізниці. Згодом завод перейшов на випуск електропоїздів ЕД4М із зміненою кабіною машиніста, мають наскрізну нумерацію з ЕД4. Однак були виготовлені ще 5 електропоїздів ЕД4, які практично не відрізнялися від першого поїзда: в 1997 році - 0005 (10 вагонів), в 1998 р. - 0006 , 0007 (по 10 вагонів), 0010 ( 6 вагонів) і 0014 ( 8 вагонів).

## Експлуатація
В Україні експлуатується лише один електропоїзд цієї серії. ЕД4М-0223, побудований складом, вісім вагонів, із заводу поступив в депо Ясинувата-Західна Донецької залізниці.

## Модифікації і модернізації

### ЕД4М

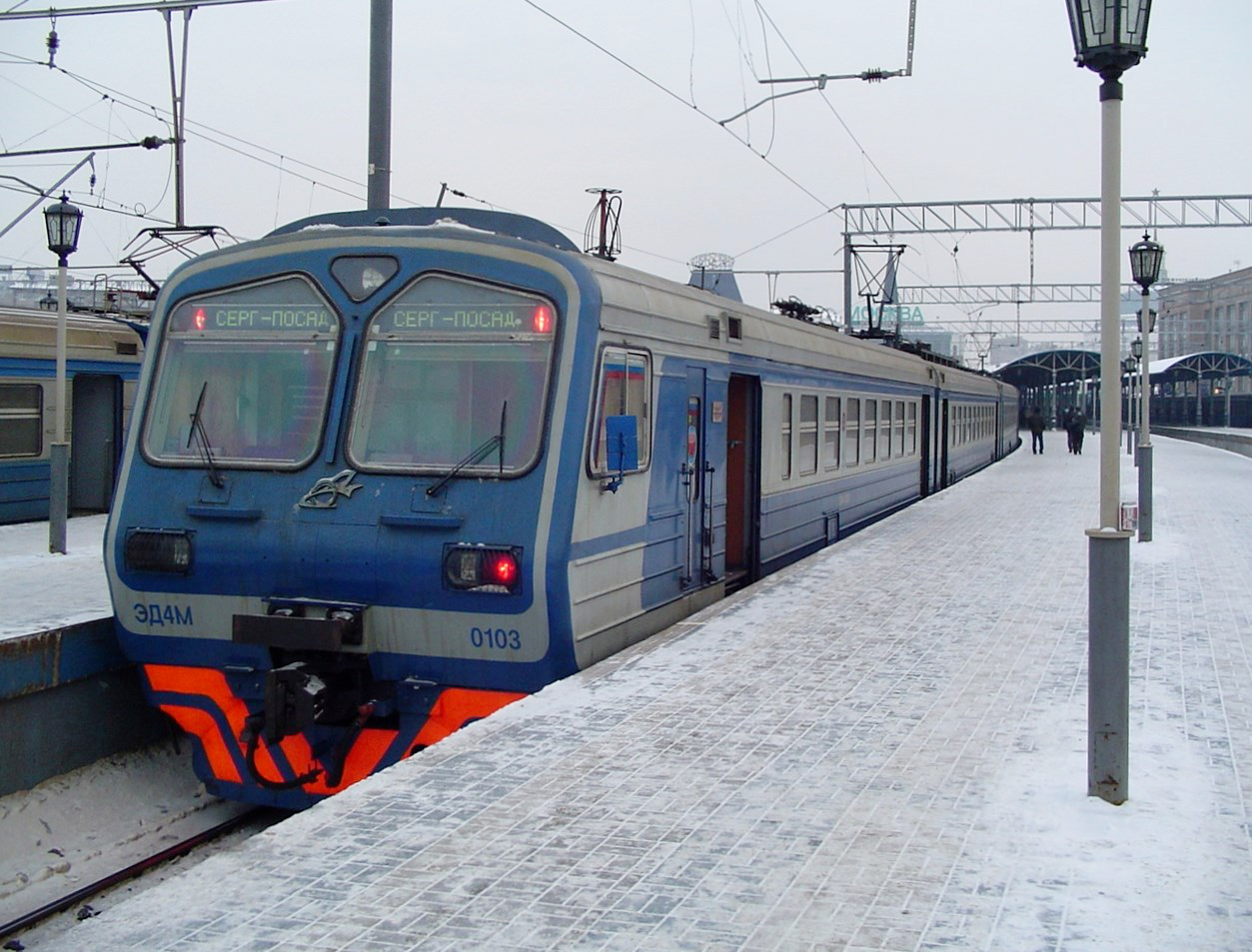
Електропоїзд ЭД4М-0103

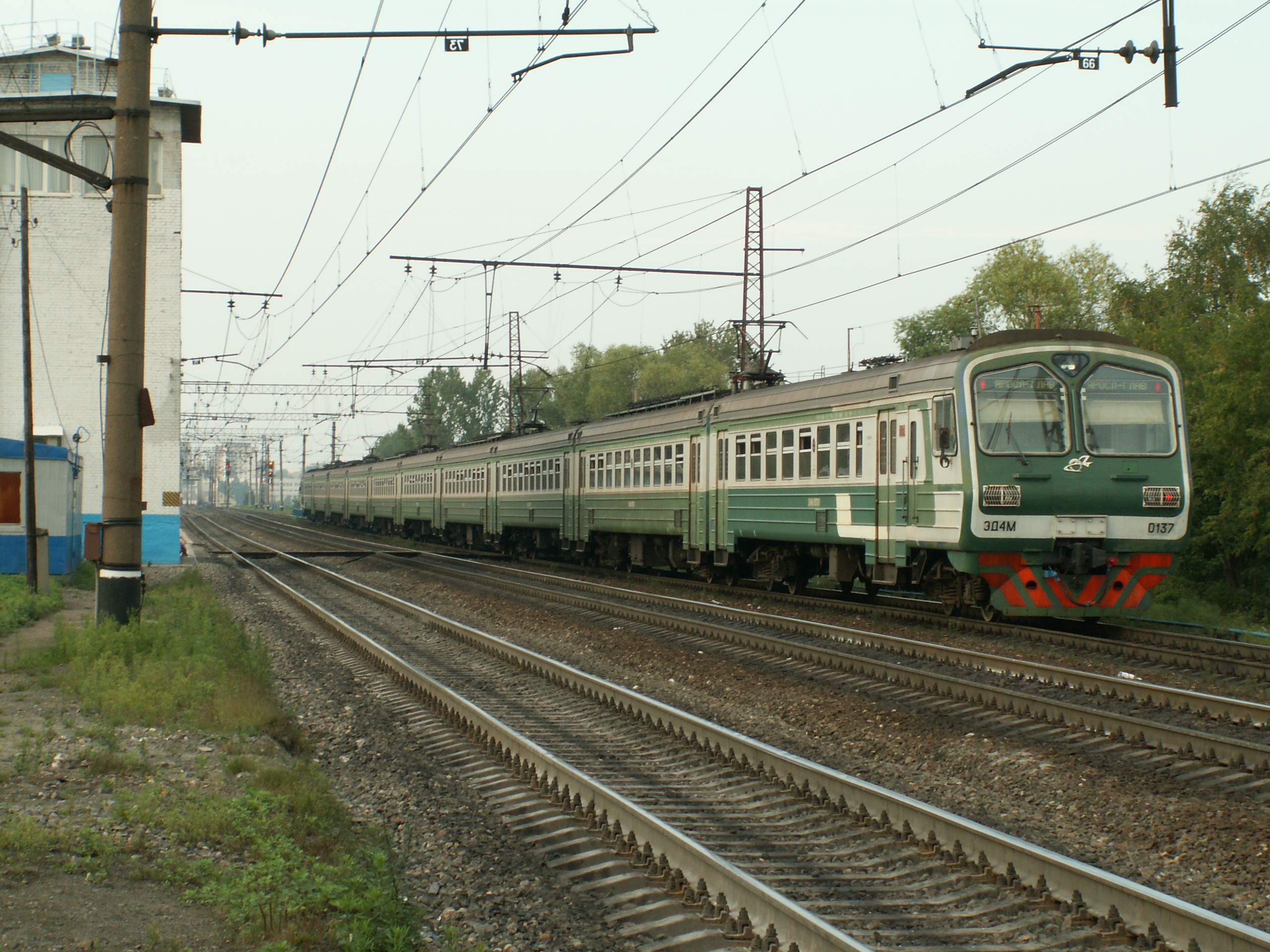
Електропоїзд ЭД4М-0137

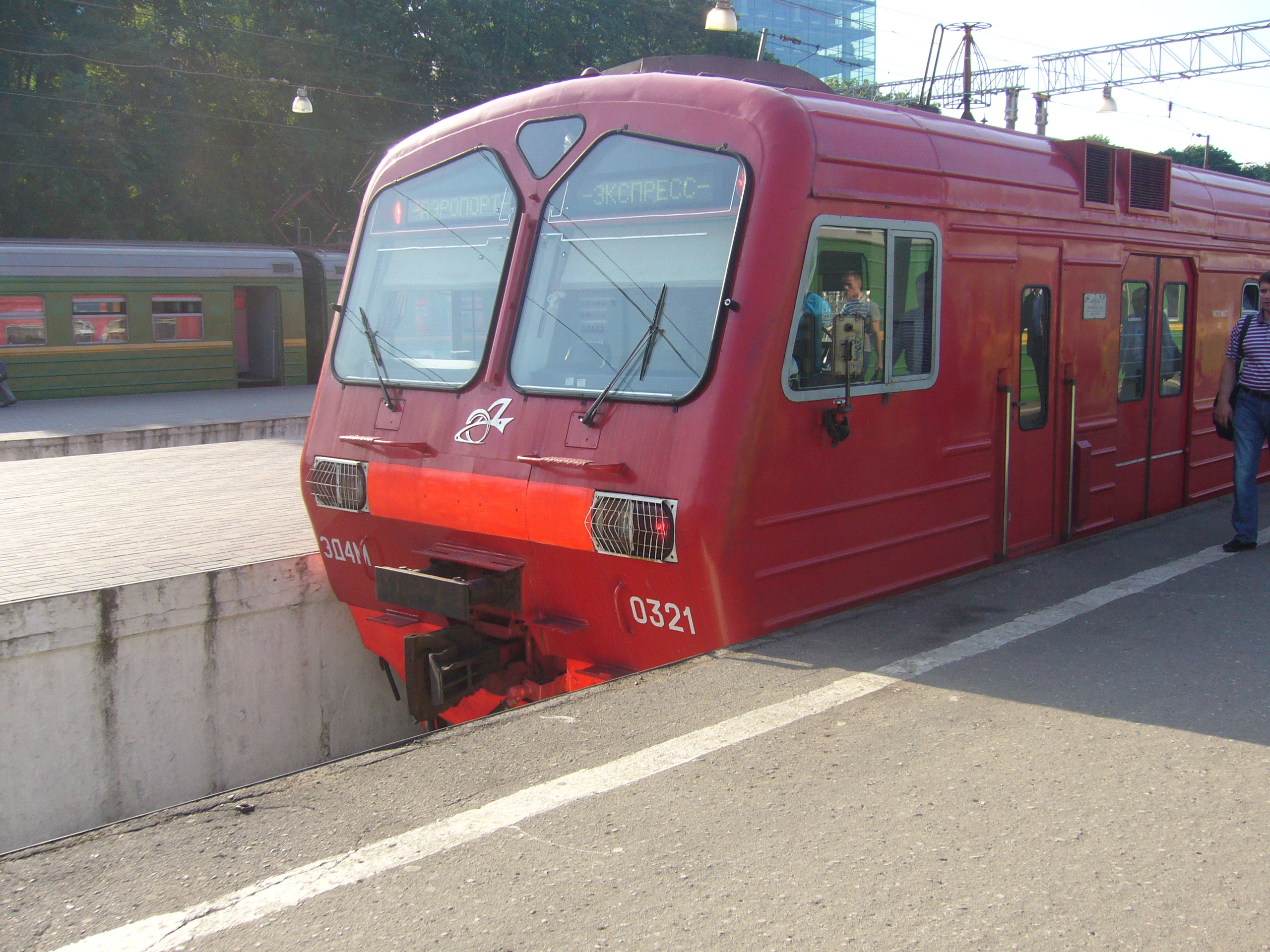
Електропоїзд-аероекспрес ЭД4М-0321

В 1997 році на базі ЕД4 були випущені три електропоїзда: ЕД4М-0002, 0003 і 0004. Ці поїзди в порівнянні з ЕД4 мали абсолютно нову кабіну машиніста із зміненою лобовою формою.
Нові поїзди мали цілий ряд конструктивних відмінностей від кабіни ЕД4:
- Збільшено розмір лобового скління кабіни;
- Застосовані склоочисники пантографного типу з електроприводом;
- Встановлено прожектор зменшених розмірів з більш ефективним відбивачем;
- Кабіна машиніста має поліпшене планування, підвищені теплоізоляційні показники і обробку важкогорючим пластиком;
- Встановлена електронна система сигналізації про пожежу й несправності;
- У кабіні машиніста встановлений дисплей для індикації сигналів системи пожежної сигналізації та інформації про несправності вагонів поїзда;
- У салонах вагонів застосовані нові оздоблювальні негорючі матеріали;
- Вікна салонів виконані із застосуванням герметичних склопакетів з тонованим зовнішнім склом;
- У салонах встановлені люмінесцентні світильники з високочастотними перетворювачами (на попередніх поїздах були встановлені лампи розжарювання);
- Над вхідними дверима салонів встановлені інформаційні табло.

Електропоїзди були направлені для експлуатації в депо Перерва Московської залізниці. В 1998 році поїзд ЕД4М-0004 проходив контрольні випробування на експериментальному кільці ВНДІЗТ. На електропоїздах ЕД4М були встановлені комплекти електрообладнання виробництва НЕВЗ, тягові двигуни виробництва АТ «Сібстанкоелектропрівод», АТ «Електросила» (С.-Петербург) і РЕЗ, швидкодіючі вимикачі як виробництва НЕВЗ, так і РЕЗ.

Електропоїзд ЕД4-0001 надійшов у депо Мінеральні Води Північно- Кавказької залізниці, де експлуатувався на ділянці Мінеральні Води - Кисловодськ. У 2007 році поїзд був переданий на велику Московську окружну залізницю в депо Александров, де експлуатується по теперішній час. Решта електропоїздів серії ЕД4 (крім ЕД4 - 0007 і ЕД4 - 0010) відразу після випуску були передані в депо моторвагонне депо Перерва для обслуговування Курського напрямку Московської залізниці. ЕД4-0007 із заводу вирушив у депо Білгород, а ЕД4-0010 - у депо Мінеральні Води, звідки був переданий в депо Туапсе.

### ЕД4МКМ

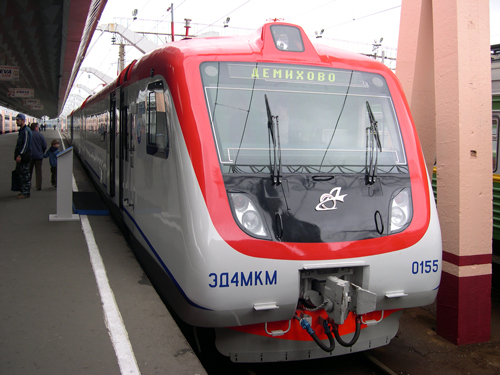
Електропоїзд ЕД4МКМ

В листопаді 2005 року на Деміховському машинобудівному заводі був створений дослідний електропоїздЭД4МКМ-0155. Архів оригіналу за 31 січня 2013. Процитовано 31 травня 2014. (Електропоїзд Деміховський, 4-та модифікація, модернізірованний, Комфортабельний, модальний), спроектований ЗАТ «НВО ТМ» на базі електропоїзда ЕД4МК і призначений для експлуатації на електрифікованих ділянках залізниць міжобласного сполучення колії 1520 мм при номінальній напрузі в контактній мережі 3000 В, постійного струму на ділянках до 700 км, обладнаних високими

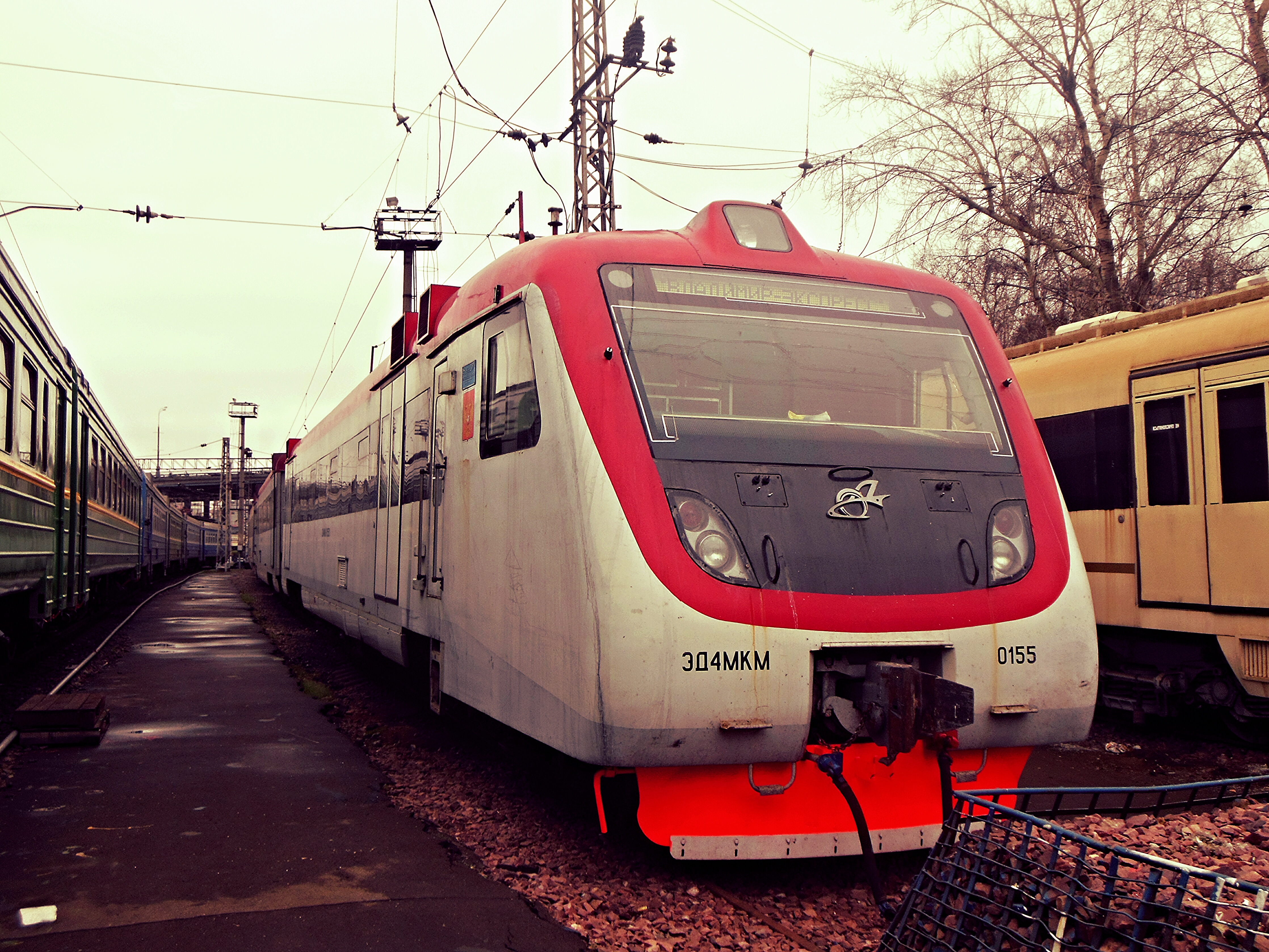
Электропоезд ЭД4МКМ-0155

платформами, з максимальною експлуатаційною швидкістю до 120 км/год. У порівнянні з ЕД4МК він має ряд конструктивних відмінностей, зокрема обтічну кабіну машиніста і двері з виходом тільки на високі платформи. Електрообладнання поїзда було вироблено на Ризькому електромашинобудівний заводі.
ЕД4МКМ, на відміну від ЕД4МК, має сучасний екстер'єр та інтер'єр, а також ряд нових конструктивних рішень:
- Гладкий негофрований кузов з підвищеним протикорозійним захистом;
- Нова лобова частина головного вагона обтічної форми;
- Установка підвагонних декоративних щитків (фальшборту);
- Міжвагонний зчіпний пристрій типу БСУ-ТМ;
- Міжвагонні переходи балонного типу з низьким рівнем підлоги, в перспективі, з герметичними міжвагонними переходами виробництва фірми «Hubner» (Німеччина);
- Кабіна машиніста, обладнана уніфікованим пультом управління;
- Інтер'єр виконаний з склопластикових і металевих панелей;
- Обладнання системою кондиціонування.

### ЕД4МКМ-АЕРО

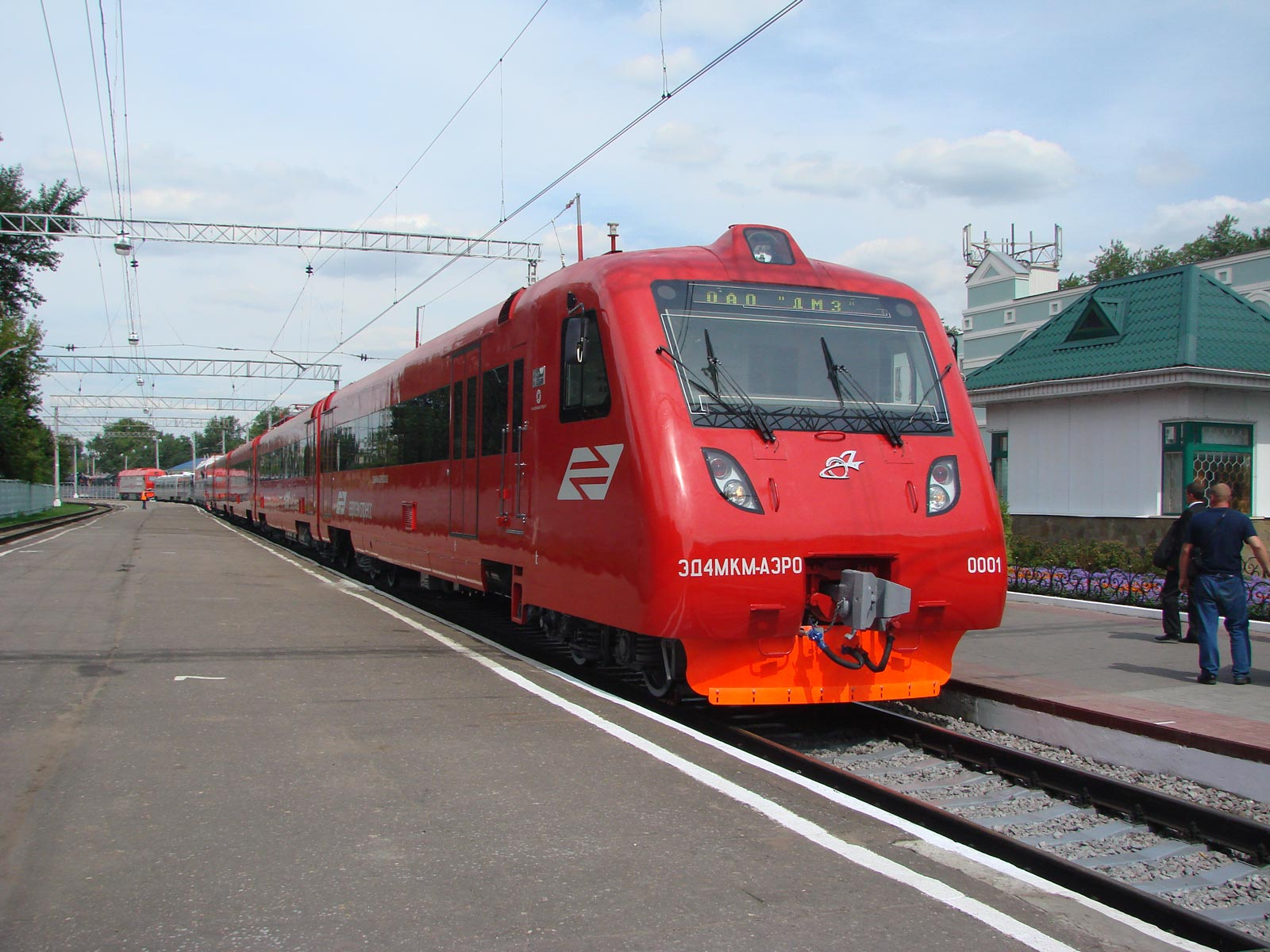
Електропоїзд ЕД4МКМ-АЕРО

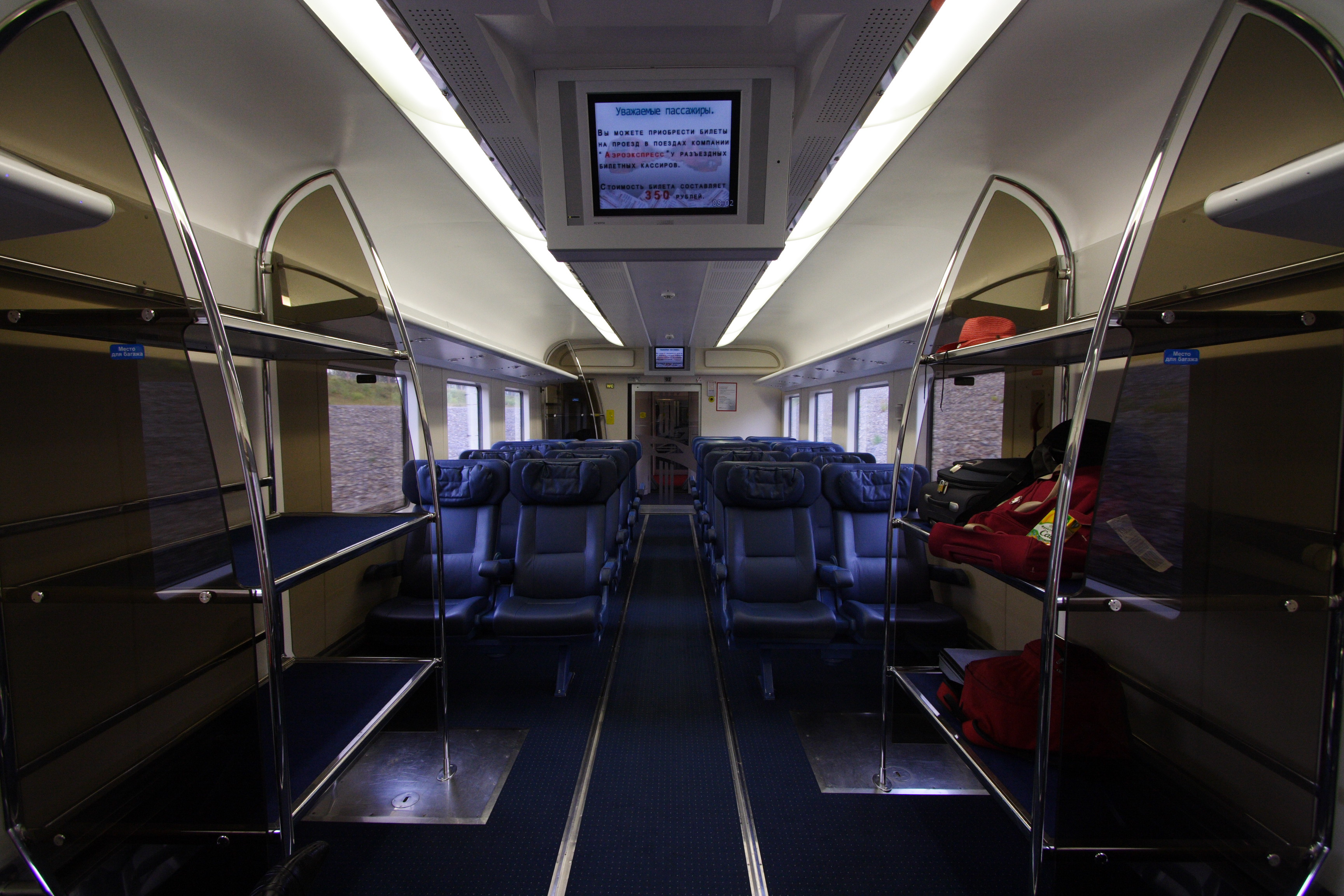
Інтер'єр вагона ЕД4МКМ-АЕРО

Модернізований варіант електропоїзди ЕД4МКМ, призначений для перевезення пасажирів від вокзалів у аеропорти. У порівнянні з ЕД4МКМ не має конструктивних відмінностей, проте повністю змінено планування салонів. Всі вагони мають крісла 1 класу, один вагон має VIP-категорію. Один з головних вагонів служить для перевезення багажу, в поїзді відсутній вагон-бар.
На відміну від ЕД4МКМ, поїзди ЕД4МКМ-АЕРО мають власну нумерацію. Серійно побудовані 7 поїздів, подальше виробництво згорнуто через відсутність замовлень. Частина технічних рішень перенесена на новий рухомий склад базової моделі ЕД4М.